# شهرستان نیکولاس (کنتاکی)
شهرستان نیکلاس، کنتاکی (به انگلیسی: Nicholas County, Kentucky) یک سکونتگاه مسکونی در ایالات متحده آمریکا است که در کنتاکی واقع شده‌است.